# جيم ميلر (لاعب كرة قاعدة أمريكي)
جيم ميلر (بالإنجليزية: Jim Miller)‏ هو لاعب كرة قاعدة أمريكي، ولد في 28 أبريل 1982 في موريستاون في الولايات المتحدة.

## وصلات خارجية
- جيمس ميلر على موقع دوري كرة القاعدة الرئيسي (الإنجليزية)
- جيمس ميلر على موقعبيزبول رفرنس.كوم (الدوري الرئيسي) (الإنجليزية)
- جيمس ميلر على موقعبيزبول رفرنس.كوم (الدوري الثانوي) (الإنجليزية)
- جيمس ميلر على موقع إي إس بي إن.كوم (أم.أل.بي) (الإنجليزية)
- جيمس ميلر على موقع مشجعي الرسوم البيانية (الإنجليزية)